# 411vm 43
411vm 43 je triinštirideseta številka 411 video revije in je izšla oktobra 2000. 

## Vsebina številke in glasbena podlaga
Glasbena podlaga je navedena v oklepajih.
- Openers Daniel Haney, Brian Wenning, Adam Alfaro, Bob Burnquist, Andy MacDonald, Ryan Smith
- Chaos (The Animal Pharm - You Will Lose)
- Day in the life Keith Hufnagel (William Orbit - Ogive Number 1, The Grouch - Itchin for a..., Big L - The Enemy, East West Connection - Love Music)
- Profiles Felix Arguelles (Reflection Eternal - Africa Dream, Reflection Eternal - The Blast, Shabaam Sahdeeq - Sound Clash (inštrumentalna))
- Wheels of fortune Adam Alfaro (Swingin' Utters - As You Start Leaving, Pedro the Lion - Winners Never Quit, Sinkhole - Lightbulb)
- Rookies Daniel Haney (Fugazi - Greed)
- Industry Think (DJ Qbert - Cosmic Assassins)
- Road trip Foundation po ZDA, Ezekiel na Kosta Riki, Stussy v Londonu, Black Label na Japonskem (Jets to Brazil - Morning New Disease, Andy Caldwell - Tropicalis, The Nextmen - Break the Mould, The Dickies - Gigantor)

Glasba v zaslugah je Bracket - No Brainer.